# Sidakangen (Kalimanah)
Sidakangen is een bestuurslaag in het regentschap Purbalingga van de provincie Midden-Java, Indonesië. Sidakangen telt 2195 inwoners (volkstelling 2010).